# James Bernard
Pour les articles homonymes, voir Bernard.
James Bernard est un compositeur britannique de musique de films né le 20 septembre 1925 et mort le 12 juillet 2001. Il est le compositeur emblématique des productions Hammer Films.

## Filmographie partielle
- 1955 : Le Monstre (The Quatermass Xperiment) de Val Guest
- 1957 : Frankenstein s'est échappé (The Curse of Frankenstein) de Terence Fisher
- 1957 : La Marque (Quatermass 2) de Val Guest
- 1958 : Rencontre au Kenya (Nor the Moon by Night) de Ken Annakin
- 1958 : Le Cauchemar de Dracula (Dracula ou Horror Of Dracula) de Terence Fisher
- 1959 : Le Chien des Baskerville (The Hound of the Baskervilles) de Terence Fisher
- 1959 : Les Étrangleurs de Bombay (The Stranglers of Bombay) de Terence Fisher
- 1961 : L'Empreinte du dragon rouge (The Terror of the Tongs) de Anthony Bushell
- 1964 : La Gorgone (The Gorgon) de Terence Fisher
- 1966 : Dracula, prince des ténèbres (Dracula: Prince of Darkness) de Terence Fisher
- 1967 : Le Jardin des tortures (Torture Garden) de Freddie Francis
- 1968 : Les Vierges de Satan (The Devil Rides Out) de Terence Fisher
- 1969 : Le Retour de Frankenstein (Frankenstein Must Be Destroyed) de Terence Fisher
- 1970 : Une messe pour Dracula (Taste the Blood of Dracula) de Peter Sasdy
- 1974 : La Légende des sept vampires d'or (The Legend of the 7 Golden Vampires) de Roy Ward Baker
- 1974 : Frankenstein et le monstre de l'enfer (Frankenstein and the Monster from Hell) de Terence Fisher
- 1985 : Le Domaine du crime (Murder Elite) de Claude Whatham